# NGC 7653
NGC 7653 é uma galáxia espiral (Sb) localizada na direcção da constelação de Pegasus. Possui uma declinação de +15° 16' 32" e uma ascensão recta de 23 horas, 24 minutos e 49,1 segundos.
A galáxia NGC 7653 foi descoberta em 2 de Novembro de 1823 por John Herschel.